# 스트로베리 나이트 (드라마)
《스트로베리 나이트》(일본어: ストロベリーナイト)는 혼다 테츠야에 의한 경찰 소설 시리즈 〈히메카와 레이코 시리즈〉를 원작으로, 2010년부터 후지 TV 계열에서 방송된 텔레비전 드라마 및 영화 시리즈이다. 주연은 타케우치 유코.

## 개요
영상화 제1작이 되는 드라마는, 2010년 11월 13일에 《토요 프리미엄》 특별 기획으로 방송된 히메카와 레이코 시리즈 제1작 《스트로베리 나이트》를 원작으로 한 스페셜 드라마 (이하, 파일럿판으로 표기)이다. 2012년 1월 6일에는 연속 드라마판의 방송에 맞추어 약간의 신촬 부분을 더한 《금요 프레스테이지》 특별 기획 범위 드라마 레전드로 방송되었다.
2012년 1월 10일부터 3월 20일까지, 속편이 연속 TV 드라마로 화요일 21시 범위에 방송되었다. 첫회 15분 확대 (21:00 ~ 22:09). 촬영은 2011년 6월 상순부터 9월 30일까지 행해져 새롭게 코이데 케이스케, 마루야마 류헤이, 오오와다 바쿠가 더해졌다. 연속 드라마판에서는 《스트로베리 나이트》에 계속되는 히메카와 레이코 시리즈로부터, 《소울 케이지》 《시머트리》 《감염유희》를 원작으로 이야기를 전개한다.
연속 드라마판의 캐치프레이즈는 〈머릿속에, 살인범이 둥지를 틀고 있어.〉.
2013년 1월 26일에 히메카와 레이코 시리즈인 《인비저블 레인》을 원작으로 한 극장판이 일본에서 개봉되었다. 극장판의 타이틀도 드라마 시리즈와 마찬가지로, 《스트로베리 나이트》이다.
또, 영화 개봉에 앞서 영화의 스토리와 관련되는 스페셜 드라마 2작을 방송. 동년 1월 22일부터 1월 25일까지의 심야에는 4밤 연속으로 《스트로베리 미드나이트》를, 영화 개봉일인 1월 26일에는 토요 프리미엄 특별 기획 《스트로베리 나이트 애프터 더 인비저블 레인》을 방송했다.

## 영상화 작품 시리즈
- 스페셜 드라마
  - 토요 프리미엄 특별 기획 〈스트로베리 나이트〉 (2010년 11월 13일)
  - 드라마 레전드 〈스트로베리 나이트〉 (2012년 1월 6일)
  - 〈스트로베리 미드나이트〉 (2013년 1월 22일 ~ 1월 25일)
  - 토요 프리미엄 특별 기획 〈스트로베리 나이트 애프터 더 인비저블 레인〉 (2013년 1월 26일)
- 연속 드라마
  - 〈스트로베리 나이트〉 (2012년 1월 10일 ~ 3월 20일, 전 11회)
- 영화
  - 〈스트로베리 나이트〉 (2013년 1월 26일, 배급: 토호)

## 주요 등장인물

### 히메카와반
히메카와 레이코 - 타케우치 유코 (고교시절:오카모토 아즈사)
30세. 경시청 수사 1과 살인범 수사 10계 히메카와반 주임. 경부보.
논 캐리어로부터 27세에 경부보에 승진한다고 하는 이례의 스피드 출세를 이루어, 경찰이라고 하는 남자 사회에서 여성이라고 하는 편견과 싸우면서 수사 1과에서 히메카와반을 인솔한다. 천성인 날카로운 감을 아무 의문도 없이 수사에 반영시켜, 많은 사건을 해결해 왔다. 범인의 의식과 너무 동조해 버린다고 하는 위험한 일면도 가지고 있다.
원작에서는 여동생이 있었지만, 드라마에서 가족 구성은 부모님만으로, 딸의 과거에 붙잡혀 독신 생활을 인정하려고 하지 않는 모친 미즈에와는 심정적인 확집을 낳고 있다. 7cm의 하이힐을 신고, 에르메스 가방·붉은 오타크로아를 애용하는 설정은, 드라마 독자적인 것.
키쿠타 카즈오 - 니시지마 히데토시
36세. 독신. 순사 부장.
근엄 성실하고 정직하고 과묵한 성격. 체격이 특별히 좋은 것은 아니지만, 무도 전반에 뛰어나다. 레이코가 경부보에 승진한 동시에 히메카와반에 배속. 당초는 연하의 여성 반장에게 당황했지만, 사건을 함께 뒤따르며, 레이코를 상사로서 확고한 신뢰를 하게 된다. 레이코에 연정을 안고 있지만, 표면에는 내지 않는다.
하야마 노리유키 - 코이데 케이스케
28세. 경장. 연속 드라마판부터 등장. 레이코에게는 〈노리〉라고 불리고 있다.
새롭게 히메카와반에 배속되어 온, 솔직하고 성실한 형사. 중고 일관 유명 진학교에 다니고 있던 중학생 시절, 그의 가정 교사였던 여성이 괴한에게 습격당해 살해되는 사건을 눈앞에서 봐 트라우마를 갖고 있다. 그 때문에, 처음은 레이코가 여성이면서 위험한 직장에서 진두를 지휘하고 있는 것, 그 여성과 동명인 것에 당황해, 필요 이상으로 레이코에게 서로 양보하려고 하지 않았다. 여성을 구할 수 없었던 자신을 몰아넣도록 일에 힘써, 관청 근무 시에는 필사적으로 승진 시험의 공부를 하고 있다.
이시쿠라 타모츠 - 우카지 타카시
48세. 순사 부장. 아내와 2명의 딸이 있다. 레이코에게는 〈타모츠 상〉이라고 불리고 있다.
히메카와반에서는 최연장의 베테랑 형사이지만, 반장 레이코에게는 온순한 부하이다. 레이코를 시작으로 하는 반의 멤버로부터 두꺼운 신뢰를 가져, 오랜 세월 착실하게 길러 온 폭넓은 정보망이나 인간 관계를 무기로 히메카와반을 지지한다.
유다 코헤이 - 마루야마 류헤이 (칸쟈니∞)
26세. 독신. 경장. 연속 드라마판부터 등장. 레이코에게는 〈코헤이〉라고 불리고 있다.
오오츠카의 순직 후, 인원 보충 때문에, 이마이즈미 계장에 의해서 관할로부터 내세울 수 있는 히메카와반에 배속되었다. 밝고 솔직한 성격으로, 히메카와반의 무드 메이커적인 존재.

### 경시청
카츠마타 켄사쿠 - 타케다 테츠야
56세. 경시청 수사 1과 살인범 수사 5계 카츠마타반 주임. 경부보. 통칭 〈간테츠〉.
독불장군으로, 상사로부터도 두려움의 존재지만, 범인 검거율은 가장 높다. 레이코에게 있어서도 천적이다. 경찰 내외의 정보전에 뛰어나, 뒤에서는 경찰 내부 정보를 팔고 뒷돈을 만들고 있다는 소문도 나고 있다.
이오카 히로미츠 - 나마세 카츠히사
42세. 독신. 카메아리니시서→니시가하라서→카마타미나미서 강행범 수사계 경장→순사 부장.
히메카와와는 종종 수사를 같이 한다. 가짜 칸사이 사투리로 이야기한다. 레이코에게는 호의를 가지고 있는 것 같고 〈레이코〉라고 불러, 마이 페이스에 항상 따라다닌다. 그 때문에, 히메카와반에서는 거북하게 여겨지고 있지만, 궁지의 레이코를 여러 중요한 장소나 지점에서 살리기도 한다.
이마이즈미 하루오 - 타카시마 마사히로
44세. 경시청 수사 1과 살인범 수사 10계 계장. 경부.
레이코의 상사이며, 수사 1과에서는 얼마 안 되는 좋은 이해자. 관할 근무였던 레이코를 반대에 무릅써 수사 1과에 불렀다. 레이코의 수사 능력을 높게 평가하고 있다.
쿠사카 마모루 - 엔도 켄이치
41세. 경시청 수사 1과 살인범 수사 10계 쿠사카반 주임. 경부보.
레이코의 천적. 레이코와 같은 10계로 쿠사카반을 인솔하고 있지만, 히메카와반과는 의도적으로 서로 다른 사건을 쫓고 있다. 고지식하고 끈질긴 성격으로, 필요 이상으로 치밀하고 객관적인 수사 방법을 취해, 감에 의지하는 레이코와는 종종 대립하고 있다.
하시즈메 슌스케 - 와타나베 잇케이
49세. 경시청 수사 1과 관리관. 경시.
히메카와를 〈오죠 짱(아가씨)〉나 〈히메사마(공주님)〉이라고 불러, 여성이면서 건방지고 불손한 태도를 보이는 히메카와를 몰인정하게 취급한다.
쿠니오쿠 사다노스케 - 츠가와 마사히코
66세. 독신. 도쿄 도 감찰 의무원 감찰의.
감찰의의 제1인자. 레이코와는 그녀의 관할 근무 시대부터의 교제. 레이코에 있어서는 스승이면서, 프라이빗에서는 나이 차가 많은 친구이기도 하다.
코미네 카오루 - 타나카 요지
경시청 형사부 감식과 주임.
아사쿠라 케이고 - 토다 마사히로
카츠마타반 경장. 아내 있음. 연속 드라마판 제1 ~ 3화에 등장.
마음이 약하고 서투른 성격. 상사 카츠마타로부터 하쿠로회가 카타기리조에 쳐들어가는 순간을 억제하는 것처럼 행동하는 것을 지시받아, 단독으로 카타기리조에 돌입하지만 폭력단 구성원에게 사살되어, 순직. 아사쿠라의 장례식에는 카츠마타반의 인간은 수사를 위해 누구하나 참례하지 않았다.
토오야마 요시유키 - 이노우에 코우
쿠사카반. 연속 드라마판 제7화부터 등장.
오오야마 사토시 - 나카바야시 타이키
과학 수사 연구소의 연구원. 연속 드라마판부터 등장.

### 히메카와가(家)
히메카와 미즈에 - 테즈카 사토미
레이코의 엄마.
레이코가 고교 시절에 당한 강간 사건을 후회해, 자신을 계속 탓하고 있다. 레이코가 형사가 된 지금도 결혼할 때까지 독신 생활하는 것에 반대하고 있다.
히메카와 타다유키 - 오오와다 바쿠
레이코의 아빠. 연속 드라마판부터 등장.

## 파일럿판
- 오오츠카 신지 - 키리타니 켄타 (연속 드라마 제1화:회상)
  - 히메카와반 순경. 히메카와에게 있어서 첫 연하의 부하였지만, 〈스트로베리 나이트〉 사건의 수사 중에 순직.
- 키타미 쇼 - 하야시 켄토
  - 카메아리니시서 강행범계 경부보(캐리어). 부친은 경찰 간부.
- 사타 미치코 - 쿠니나카 료코 (우정 출연) (연속 드라마 제1화:회상)
  - 사이타마현경 수사 제1과 순경. 레이코의 고교 시절 사건의 담당 형사. 사건의 쇼크로부터 마음을 닫는 레이코를 격려한다.
- 마루타 삿키 - 아오이
  - 카메아리니시서 서무.
- 후카자와 유카리 - 타니무라 미츠키
  - 중앙 의과 대학 부속 병원 정신과에 입원 중인 소녀.
- 후카자와 야스유키 - 타나카 야노스케
  - 유카리의 오빠.
- 타츠미 케이치 - 사토 유키
  - 정보상. 오오츠카가 제복 경관이었던 때에 주거 침입으로 체포되었던 적이 있다.
- 오무로 - 마기
  - 중앙 의과 대학 부속 병원 정신과 의사. 유카리의 주치의.
- 가네하라 타이치 - 야마모토 히로시
  - 사무기기 리스회사 오우에 상사 영업부.
- 나메가와 유키오 - 야마자키 나오키
  - 광고 대리점 백광당 크리에이티브 디렉터.
- 타시로 토모히코 - 스즈키 코스케
  - 나메가와의 친구.

## 연속 드라마판

### 제1화 〈시머트리〉
- 토쿠야마 카즈타카 (도시 중앙 철도 전 역무원) - 타키토 켄이치
- 오가와 미하루 (여고생·열차 사고의 사망자) - 후지모토 이즈미
- 요네다 야스시 (열차 사고의 가해자) - 키타가미 후미오
- 미즈사와 유스케 (열차 사고의 피해자와 유족회 부회장 겸 회장 대행) - 모리시타 테츠오
- 타다 미키오 (열차 사고의 피해자) - 후카미 모토키
- 오가와 무츠오 (미하루의 부친·열차 사고의 피해자와 유족회 회장) - 무라카미 카즈

### 제2 ~ 3화 〈오른쪽으로는 때리지 않음〉
- 시모사카 미키 (여고생·시모사카 유이치로의 딸) - 오오마사 아야
- 시마 치아키 (경시청 수사 1과 살인범 수사 3계 시마반주임 경부보) - 오기 시게미츠
- 시모사카 유이치로 (의사겸위법 약물 박멸 협회 이사·현 총리대신의 정책 브레인) - 키타미 토시유키 (제2화)
- 우와지마 코헤이 (하쿠로회 회장) - 야마다 메이쿄 (제3화)

### 제4 ~ 5화 〈지나친 정의〉
- 쿠라타 슈지 (히데키의 아버지·전 관할 형사 경부보) - 스기모토 텟타
- 쿠라타 히데키 (카와구치 소년 형무소 수형자) - 이시구로 히데오
- 쿠라타 카나코 (고인·히데키의 모친) - 오구치 에리코
- 시마다 카츠야 (아야카의 부친) - 요시미츠 료타
- 미즈모토 (카나가와현 경찰 형사) - 사카타 마사노부
- 야스이 고로 (여자 중학생 살해·전과자) - TOMO (제4화)
- 시마다 소노코 (아야카의 모친) - 와타나베 스기에 (제5화)
- 시마다 아야카 (히데키의 연인) - 미나가와 레이나 (제5화)
- 유카와 토모미 (아야카의 친구) - 마시타 레나 (제5화)

### 제6화 〈감염유희〉
- 타카노 마유미 (세이죠미나미서 강행범 수사계 형사·하야마의 경찰 학교 시절 동기) - 카토 아이
- 야베 마사토 (약해 감염증인 피해자 여성의 연인) - 야시바 토시히로
- 나가츠카 리이치 (특수법인 노동자 피해보상보험 시설 사업단 이사) - 사사키 카츠히코
- 나가츠카 준 (리이치의 아들·대기업 제약회사 하마나카 약품 환경보전부) - 쿠보데라 아키라
- 요시에 (나가츠카 집 가정부) - 카미오카 히로코

### 제7 ~ 8화 〈악한 열매〉
- 하루카와 미츠요 (키시타니의 연인·스낵 카에데 호스티스) - 키무라 타에
- 키시타니 세이지 (야마토회계 요시다조 구성원) - 마츠다 켄지
- 하야시 카즈히코 (수사 제1과 특별 현장 자료실 경부보) - 한카이 카즈아키 (제8화)
- 칸베 고케이 (칸베회 회장) - 마츠모토 하지메
- 타카미 유키히코 (타카미회 회장) - 시미즈 테츠야

### 제9 ~ 최종화 〈소울 케이지〉
- 타카오카 켄이치 (타카오카 공무점 경영) - 이시구로 켄
- 미시마 코스케 (타카오카 공무점 목수) - 하마다 가쿠 (9세:하야시 로이/15세:카네코 쇼타로)
- 나카가와 미치코 (코스케의 여자친구·미용 전문 학생) - 렌부츠 미사코
- 토베 마키오 (키노시타 흥업 사원) - 이케다 테츠히로
- 미시마 츄지 (코스케의 부친·키노시타 흥업 건설 기술자) - 오우미야 타로 (제9·최종화)
- 마츠모토 오사무 (타카오카 공무점 목수) - 노조에 요시히로
- 사와이 유지 (타카오카 켄이치의 친구) - 타나카 소타로 (제9 ~ 10화)
- 코바야시 미카코 (토베 마키오의 애인) - 키리시마 레이카 (제10 ~ 최종화)
- 나이토 키미에 (타카오카 켄이치 사망 보험금 수취인) - 미나미 요시코 (제10 ~ 최종화)
- 나이토 유타 (키미에의 조카·카메아리 종합병원 입원 환자) - 모리 요시히로 (제10 ~ 최종화)

## 스트로베리 미드나이트
2013년 1월 22일부터 1월 25일까지 4밤 연속으로 방송. 영화의 이야기 전의 〈제2의 수사 회의실〉 선술집에서 전개되는, 수사 1과 멤버에 의한 〈선술집 회의〉를 유다 코헤이 중심으로 그린다.
- 유다 코헤이 - 마루야마 류헤이
- 키쿠타 카즈오 - 니시지마 히데토시
- 이시쿠라 타모츠 - 우카지 타카시
- 하시즈메 슌스케 - 와타나베 잇케이
- 이마이즈미 하루오 - 타카시마 마사히로
- 이오카 히로미츠 - 나마세 카츠히사

## 스트로베리 나이트 애프터 더 인비저블 레인
2013년 1월 26일에 토요 프리미엄 특별 기획으로 21:00 ~ 23:10에 방송. 영화에서 그려지는 히메카와반의 〈마지막 사건〉의 후일을, 옴니버스 형식으로 각각 히메카와, 키쿠타, 하야마, 이오카, 쿠사카, 카츠마타를 주인공으로 5개의 단편으로 그린다. 원작은, 《시머트리》, 《감염유희》, 《언더커버》.
또, 〈추정 유죄 / 프로바블리 길티〉에서는, 연속 드라마판 〈지나친 정의〉의 게스트로서 출연한 스기모토 텟타, 스페셜판 제1탄에 출연한 사토 유키가 재등장한다.
연속 드라마판부터 고정 출연하고 있는 유다 코헤이 역의 마루야마 류헤이는 대항 프로그램인 닛폰 TV계 연속 드라마 《울지마, 하라 짱》에 출연하기 때문에 지금 작에는 출연하지 않는다.
〈도쿄〉
- 키쿠타 카즈오 (코다이라니시서 강행범 수사계 순경) - 니시지마 히데토시
- 키미노부 미츠오 (코다이라니시서 강행범 수사계 순사 부장) - 쿠니무라 준
- 타다 미요코 (도립 코다이라 중앙 고교 수영부) - 오노 이토
- 시노 카즈에 (수영부 부원) - 이케다 미사키
- 쿠리하라 치세 (수영부 부원) - 야스다 세이아
- 이마이 타에 (수영부 부원) - 시라이시 사에
- 아키바 (코다이라니시서 강행범 수사계 순경) - 이시이 토모야
- 오오시바 (코다이라니시서 강행범 수사계 계장) - 사와타리 미노루
- 키미노부 케이코 (키미노부의 아내) - 키무라 미도리코

〈침묵 원망 / 사일런트 머더〉
- 하야마 노리유키 (가미키타자와서 강행범 수사계 순사 부장) - 코이데 케이스케
- 타니가와 마사츠구 (후생 노동성 전 사무차관) - 류 라이타
- 호리이 타츠오 (스기무라 금속 가공 전 사원) - 야마모토 케이
- 타니가와 치히로 (타니가와의 손녀) - 코지마 후지코
- 호리이 타카히토 (호리이의 아들) - 시마즈 켄타로
- 스기무라 (스기무라 금속 가공 사장) - 모리 후지오
- 카츠마타 켄사쿠 (수사 1과 살인범 수사 5계 주임 경부보) - 타케다 테츠야

〈언더커버〉
- 히메카와 레이코 (이케부쿠로니시서 강행범 수사계 경부보) - 타케우치 유코
- 도이 야스히코 (수사 2과 주임 경부보) - 미츠이시 켄
- 요시다 카츠야 (실업가(家)의 데릴사위) - 오카다 요시노리
- 아카기 요시히로 (케이와 유리 사장) - 타쿠보 잇세이
- 야구치 마스미 (요시다의 여동생) - 모리 카츠키
- 아카기 치카코 (아카기의 아내) - 우메자와 마사요
- 카타야마 (롯카쿠 상사 사장) - 카케다 마코토
- 사쿠라이 카나 (롯카쿠 상사 사원) - 모리구치 아야노
- 츠카모토 요스케 (롯카쿠 상사 사원) - 스즈노 스케
- 히가시오 (이케부쿠로니시서 형사과 과장) - 야마지 카즈히로
- 이오카 히로미츠 (카마타미나미서 강행범 수사계 순사 부장) - 나마세 카츠히사

〈왼쪽만 보았을 경우〉
- 이오카 히로미츠 (타카시마다이라히가시서 강행범 수사계 순사 부장) - 나마세 카츠히사
- 쿠사카 마모루 (수사 1과 살인범 수사 10계 주임 경부보) - 엔도 켄이치
- 코미네 카오루 (감식과 주임) - 타나카 요지
- 요시와라 슈이치 (매지션) - 오오타카 히로오
- 나나미 (매지션 사무소 사장) - 이시이 메구미
- 사토 타케오 (사토 공무점 사장) - 아난 켄지
- 와타나베 시게루 (와타시게루 공무점 사장) - 나카무라 유지
- 토오야마 요시유키 (쿠사카반) - 이노우에 코우

〈추정 유죄 / 프로바블리 길티〉
- 카츠마타 켄사쿠 (수사 1과 살인범 수사 5계 주임 경부보) - 타케다 테츠야
- 쿠라타 슈지 (경비원) - 스기모토 텟타
- 츠지우치 마사토 (일영 세미나 수학 강사) - 히라오카 유타
- 우치다 (수사 1과 계장) - 이리에 마사토
- 미노치 (사이버 범죄 대책과) - 쿠마베 요헤이
- 타츠미 케이치 (정보상) - 사토 유키
- 카노 히로미치 (살인 용의자) - 키미지마 아사야

## 스태프
- 각본 - 타츠이 유카리 (스페셜, 시리즈 각본), 하야시 마코토 (드라마 레전드), 쿠로이와 츠토무, 오우키 시즈카
- 연출 - 사토 유이치, 이시카와 준이치
- 음악 - 하야시 유키
- 액션 코디네이터 - 켄모치 마코토
- 특수 메이크 - 마츠이 유이치
- 특수 효과 - 파이로테크 (오오미야 토시아키)
- 기술 협력 - 바스크
- 미술 협력 - 후지아르
- 기획 - 나리카와 히로아키, 사토 미사토
- 프로듀스 - 타카마루 마사타카, 에모리 히로코
- 제작 - 후지 TV
- 제작·저작 - 쿄도 TV

## 주제가
파일럿판/드라마 레전드
- 시바사키 코우 〈EUPHORIA〉 (유니버설 뮤직)

연속 드라마
- GReeeeN 〈보여주지 않은 눈물은, 반드시 언젠가〉 (유니버설 뮤직)

## 방송 일자
| 각 화                                                       | 방송일                     | 부제 (방송시)               | 부제 (라테란) | 원작                        | 각본                        | 연출                   | 시청률                 |
| 파일럿판/드라마 레전드                                      | 파일럿판/드라마 레전드     | 파일럿판/드라마 레전드      | 파일럿판/드라마 레전드 | 파일럿판/드라마 레전드      | 파일럿판/드라마 레전드      | 파일럿판/드라마 레전드 | 파일럿판/드라마 레전드 |
| ----------------------------------------------------------- | -------------------------- | --------------------------- | --- | --------------------------- | --------------------------- | ---------------------- | ---------------------- |
| SP                                                          | 2010년 11월 13일           | 스트로베리 나이트           | 스트로베리 나이트 | 《스트로베리 나이트》       | 타츠이 유카리               | 사토 유이치            | 14.0%                  |
| SP＋신촬                                                    | 2012년 1월 6일             | 스트로베리 나이트 레전드    | 모든 것은 이 엽기 살인 사건으로부터 시작되었다!! 1월 10일에 마침내 스타트하는 본격 형사 드라마 그 원점이 여기에!!                                                                   | 《스트로베리 나이트》       | 타츠이 유카리 하야시 마코토 | 사토 유이치            | 12.7%                  |
| 연속 드라마판                                               |                            |                             | |                             |                             |                        |                        |
| I                                                           | 2012년 1월 10일            | 시머트리                    | 시머트리 | 《시머트리》                | 타츠이 유카리               | 사토 유이치            | 16.8%                  |
| II                                                          | 2012년 1월 17일            | 오른쪽으로는 때리지 않음    | 오른쪽으로는 때리지 않음 | 《시머트리》                | 쿠로이와 츠토무             | 사토 유이치            | 16.9%                  |
| III                                                         | 2012년 1월 24일            | 오른쪽으로는 때리지 않음    | 오른쪽으로는 때리지 않음 (2) | 《시머트리》                | 쿠로이와 츠토무             | 사토 유이치            | 16.4%                  |
| IV                                                          | 2012년 1월 31일            | 지나친 정의                 | 지나친 정의 | 《시머트리》                | 오우키 시즈카               | 이시카와 준이치        | 16.3%                  |
| V                                                           | 2012년 2월 7일             | 지나친 정의                 | 선택된 살의~지나친 정의 | 《시머트리》                | 오우키 시즈카               | 이시카와 준이치        | 15.4%                  |
| VI                                                          | 2012년 2월 14일            | 감염유희                    | 감염유희 | 《감염유희》                | 하야시 마코토               | 사토 유이치            | 14.0%                  |
| VII                                                         | 2012년 2월 21일            | 악한 열매                   | 악한 열매 | 《시머트리》                | 하야시 마코토               | 이시카와 준이치        | 15.6%                  |
| VIII                                                        | 2012년 2월 28일            | 악한 열매                   | 악한 열매~오열 | 《시머트리》                | 하야시 마코토               | 이시카와 준이치        | 14.8%                  |
| IX                                                          | 2012년 3월 6일             | 소울 케이지                 | 소울 케이지 | 《소울 케이지》             | 타츠이 유카리               | 사토 유이치            | 13.8%                  |
| X                                                           | 2012년 3월 13일            | 소울 케이지                 | 우리에 갇힌 부모와 자식~소울 케이지 | 《소울 케이지》             | 타츠이 유카리               | 사토 유이치            | 12.9%                  |
| XI                                                          | 2012년 3월 20일            | 소울 케이지                 | 이렇게도 사람을 사랑한 살인자가 있었을까~소울 케이지 | 《소울 케이지》             | 타츠이 유카리               | 사토 유이치            | 15.9%                  |
| 평균 시청률 15.4% (시청률은 칸토 지구·비디오 리서치사 조사) |                            |                             | |                             |                             |                        |                        |
| 스트로베리 미드나이트                                       |                            |                             | |                             |                             |                        |                        |
| 전 4밤                                                      | 2013년 1월 22일 ~ 1월 25일 | 스트로베리 미드나이트       | 스트로베리 미드나이트 | 오리지널 (원안·혼다 테츠야) | 쿠로이와 츠토무             | 사토 유이치            | -                      |
| 스페셜 드라마 애프터 더 인비저블 레인                       |                            |                             | |                             |                             |                        |                        |
| SP                                                          | 2013년 1월 26일            | 도쿄                        | 여고생 전락 사건으로부터 시작되는 관료 연속 살인!! 휴대폰에 남겨진 암호, 얼굴 없는 진범인? 얽히는 5개의 수수께끼와 함께 풀리는 진실은!? 오늘 개봉한 영화와 연동하는 충격의 미스터리 | 《시머트리》                | 쿠로이와 츠토무             | 사토 유이치            | 15.4%                  |
| SP                                                          | 2013년 1월 26일            | 침묵 원망 / 사일런트 머더   | 여고생 전락 사건으로부터 시작되는 관료 연속 살인!! 휴대폰에 남겨진 암호, 얼굴 없는 진범인? 얽히는 5개의 수수께끼와 함께 풀리는 진실은!? 오늘 개봉한 영화와 연동하는 충격의 미스터리 | 《감염유희》                | 쿠로이와 츠토무             | 사토 유이치            | 15.4%                  |
| SP                                                          | 2013년 1월 26일            | 언더커버                    | 여고생 전락 사건으로부터 시작되는 관료 연속 살인!! 휴대폰에 남겨진 암호, 얼굴 없는 진범인? 얽히는 5개의 수수께끼와 함께 풀리는 진실은!? 오늘 개봉한 영화와 연동하는 충격의 미스터리 | 단행본 미수록               | 타츠이 유카리               | 사토 유이치            | 15.4%                  |
| SP                                                          | 2013년 1월 26일            | 왼쪽만 보았을 경우          | 여고생 전락 사건으로부터 시작되는 관료 연속 살인!! 휴대폰에 남겨진 암호, 얼굴 없는 진범인? 얽히는 5개의 수수께끼와 함께 풀리는 진실은!? 오늘 개봉한 영화와 연동하는 충격의 미스터리 | 《시머트리》                | 타츠이 유카리               | 사토 유이치            | 15.4%                  |
| SP                                                          | 2013년 1월 26일            | 추정 유죄 / 프로바블리 길티 | 여고생 전락 사건으로부터 시작되는 관료 연속 살인!! 휴대폰에 남겨진 암호, 얼굴 없는 진범인? 얽히는 5개의 수수께끼와 함께 풀리는 진실은!? 오늘 개봉한 영화와 연동하는 충격의 미스터리 | 《감염유희》                | 쿠로이와 츠토무             | 사토 유이치            | 15.4%                  |

## 수상
제72회 더 텔레비전 드라마 아카데미상 감독상 (사토 유이치, 이시카와 준이치) (2012년)
영상화 불가능이라고 한 원작을 아슬아슬한 라인으로 살인 장면을 보여, 잘 편집한 것 등 높은 평가를 얻었다.
헤이세이 24년 일본민간방송연맹상 프로그램 부문 TV 드라마 프로그램 우수작 입선 (2012년)
주인공·히메카와의 분투하는 모습의 매력이나, 그것을 지지하는 개성적인 형사들의 팀워크가 〈형사 드라마의 테두리를 넘어 직업 드라마, 인간 드라마라고 해도 볼 만한 가치가 있다〉, 각본과 영상에 의한 작품의 자연스러운 리듬감 등이 우수라고 평가되었다.
제9회 TVnavi 드라마 오브 더 이어 2012 최우수 남우 조연상 (니시지마 히데토시) (2013년)
잡지 《TVnavi》의 독자들이 투표로 이루어진 상으로, 2012년에 방송된 전 연속 드라마의 조연 배우 중에서 1위를 획득했다.

## 영화
영화에서는 히메카와의 연애 묘사에 있어서의 키쿠타·마키타와의 삼각 관계를 강조한 내용이 되어, 사건의 흐름도 소설과는 다른 것이 되고 있다. 개봉 첫 주의 일본 관객 동원 랭킹에서는 1위를 기록했다.

## 관련 프로그램
- 밤 딸기~스트로베리 나이트의 전율~ (2012년 1월 8일 2:25 ~ 3:25 방송)
- 밤 딸기~스트로베리 나이트의 진감~ (2012년 3월 10일 3:05 ~ 3:35 방송)

## 관련 상품

### DVD/Blu-ray
파일럿판
포니캐년으로부터 2012년 2월 24일 발매, 호화 디지팩 사양(초회 한정판만)
연속 드라마판 DVD-BOX／Blu-ray BOX
〈스트로베리 나이트 시즌 1〉으로 포니캐년으로부터 2012년 6월 29일 발매
애프터 더 인비저블 레인 DVD-BOX / Blu-ray BOX
포니캐년으로부터 2013년 7월 17일 발매 (영화 《스트로베리 나이트》의 소프트와 같은 날)

### 오리지널 사운드트랙
후지 TV계 드라마 〈스트로베리 나이트〉 오리지널 사운드트랙
포니캐년으로부터 2012년 2월 29일 발매
작곡·편곡: 하야시 유키
수록곡
1. ストロベリーナイト / 스트로베리 나이트
2. 祷リ踊レ / 기원하며 춤을 춰라
3. ナニワ刑事 / 나니와 형사
4. 朝日射ス / 아침해 비추다
5. 鉄ト肉 / 철과 육
6. 捜査会議 / 수사회의
7. 儚キ力 / 덧없는 힘
8. 嬲レ穢セ / 놀리고 상처 입혀라
9. ナミダノ痕 / 눈물의 흔적
10. オ菓子好キ好キ監察医 / 과자가 좋아 좋아 감찰의
11. ストロベリーナイト 4StrGtMix / 스트로베리 나이트 4StrGtMix
12. 朧月夜 / 으스름 달빛
13. 赤ク滲ンダ月 / 붉게 물든 달
14. 貴方ノ温モリ / 당신의 온기
15. 傷跡ヲナゾル指 / 상처자국을 그리는 손가락
16. 折リ重ネタ刻 / 포개진 자국
17. 揺ガヌ確信 / 흔들리지 않는 확신
18. ストロベリーナイト EthnoChoirMix / 스트로베리 나이트 EthnoChoirMix
19. ソウルケイジ / 소울 케이지
20. ストロベリーナイト PfMix / 스트로베리 나이트 PfMix
21. Sleeping Beauty